# 首钢滑雪大跳台
首钢滑雪大跳台是位於中华人民共和国北京市石景山区的一個大跳台，是2022年冬季奥林匹克运动会的比賽場地。 

## 建造
该场馆位于首鋼集團石景山厂区西部，该厂区已于2011年停产。首钢滑雪大跳台于2018年开始建造，2019年11月1日竣工。首钢滑雪大跳台是一座永久性大跳台，許多体育比赛會在此舉辦。
首钢滑雪大跳台由赛道、裁判塔和看台区域组成，赛道长164米，赛道最宽处34米，最高点60米。

## 2022年北京冬季奥运会
2022年冬季奥林匹克运动会期間，首钢滑雪大跳台是自由式滑雪（大跳台）和单板滑雪（大跳台）比赛项目的比賽場地，也是當屆冬奧會北京城區賽區唯一一個雪上比赛场地。有四塊金牌在此產生。

## 冬奥后利用
首钢大跳台在冬奥会后将被用作专业运动员和运动队的训练场地、青少年后备人才选拔基地，夏季则会充当小轮车、滑板等极限运动场地，大跳台广场则计划用作新车发布会、音乐节、啤酒节、灯光秀等首发首秀首展商业活动、体育文化活动的举办场地。